# クラ (ブルガリア)
座標: 北緯43度53分 東経22度31分 / 北緯43.883度 東経22.517度

クラ
Кулаクラ ブルガリア内のクラの位置

クラ（ブルガリア語: Ку̀ла / Kura）はブルガリア北西部の町、およびそれを中心とした基礎自治体。ヴィディン州に属する。

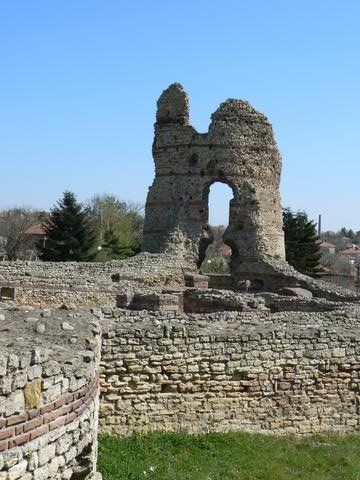
カストラ・マルティス要塞の城壁跡

ヴィディン州ではヴィディン、ベログラトチクに次いで3番目の人口規模を持つ町である。ヴィディンから西に30キロメートルのところに位置しており、セルビア国境まで町の中心から13キロメートルである。
クラは後期ローマ時代の要塞カストラ・マルティスがあり、その遺構は現在でも残されている。町には遺跡で発掘された古代の道具類などを展示する博物館がある。町で最も重要な産業を担っているのは、ゴムとプラスチックの加工工場である。

## 町村
クラ基礎自治体（Община Кула）には、その中心であるクラをはじめ、以下の町村（集落）が存在している。
- Големаново
- Извор махала
- Коста Перчево
- Кула
- Полетковци

- Старопатица
- Тополовец
- Цар-Петрово
- Чичил